# Baraniarky
Baraniarky (1270 m) –  szczyt w bocznym grzbiecie Małej Fatry Krywańskiej w paśmie górskim Mała Fatra w Centralnych Karpatach Zachodnich na Słowacji. Znajduje się w północnym grzbiecie Koniarek (1535 m), który poprzez Kraviarske, Žitné i Baraniarky ciągnie się aż po Sokolie.  Baraniarky znajdują się w tym grzbiecie pomiędzy przełęczami Príslop i  Maľe sedlo. Zachodnie stoki Baraniarek opadają do doliny Veľká Bránica i ich część znajduje się w rezerwatu przyrody Veľká Bránica, wschodnie opadają do  Starej doliny (odgałęzienie Vrátnej doliny). 
Baraniarky w większości porasta las, dołem jest to las bukowy, wyżej świerkowy, a na  stokach wschodnich i północnych występuje także kosodrzewina. Sporo jest jednak terenów bezleśnych. Na stokach południowych i zachodnich występują strome urwiska z gołymi skałami i trawnikami. Na dolnej części stoków północno-wschodnich (spod przełęczy Príslop) jest duża wycinka na trasę zjazdową dla wyciągu narciarskiego "Príslop Doppelmayr". Sam wierzchołek również jest bezleśny i znajdują się w nim liczne skały wapienne. Dzięki temu roztacza się z niego dość szeroka panorama widokowa. Szczególnie dobrze widoczny jest stąd główny grzbiet Małej Fatry od Wielkiego Rozsutca po Mały Krywań. Widoczne są także Boboty, Babia Góra i inne szczyty Beskidu Żywieckiego, dolina Veľká Bránica i wznoszące się nad nią szczyty: Hole i Dlhý vrch.

## Szlak turystyczny
Starý dvor – Príslop – Baraniarky – Maľe sedlo – Žitné – Veľké sedlo – Kraviarske – Sedlo za Kraviarskym – Chrapáky – Snilovské sedlo.